# Rysslands demokratiska parti
Rysslands demokratiska parti (ryska: Демократическая Партия России) var ett politiskt populistparti i Ryssland.
Partiet bildades 1990 och hade representation i statsduman. Partiets ideologi var från början liberal antikommunism, men svängde sedan till centrism och därefter till moderat nationalism.
I parlamentsvalet 2007 fick partiet 0,13 % av rösterna vilket var långt från 7%-spärren till statsduman.
Den 16 november 2008 gick partiet samman med Högerkrafternas union (SPS) och Medborgarkraft och bildade det nya partiet Rätt sak (Правое дело).